# Sjajni mak
Sjajni mak ili plavi mak (lat. Meconopsis), biljni rod iz porodice makovki. Postoji oko 80 priznatih vrsta.

## Opis
Meconopsis jed rod od oko devedesetak vrsta zeljastih biljaka iz porodice makova (Papaveraceae), uglavnom porijeklom iz južne središnje Azije. Nekoliko se vrsta uzgaja kao visoko cijenjeno ukrasno bilje zbog svojih atraktivnih cvjetova. Rod je najpoznatiji po svojim upečatljivim plavim makovima, posebno „himalajskom plavom maku” (Meconopsis baileyi), „tibetanskom maku” (M. grandis) i hibridu M. 'Lingholm.' Jedini europski predstavnik je „velški mak” sa žutim cvjetovima (M. cambrica).

## Vrste
1. Meconopsis aculeata Royle
2. Meconopsis angustipetala W.T.Wang
3. Meconopsis aprica Tosh.Yoshida & H.Sun
4. Meconopsis argemonantha Prain
5. Meconopsis atrovinosa Tosh.Yoshida & H.Sun
6. Meconopsis autumnalis P.A.Egan
7. Meconopsis baileyi Prain
8. Meconopsis balangensis Tosh.Yoshida, H.Sun & Boufford
9. Meconopsis barbiseta C.Y.Wu & H.Chuang
10. Meconopsis bella Prain
11. Meconopsis bhutanica Tosh.Yoshida & Grey-Wilson
12. Meconopsis bijiangensis H.Ohba, Tosh.Yoshida & H.Sun
13. Meconopsis brachynema W.T.Wang
14. Meconopsis bulbilifera Tosh.Yoshida, H.Sun & Grey-Wilson
15. Meconopsis calciphila Kingdon-Ward
16. Meconopsis castanea H.Ohba, Tosh.Yoshida & H.Sun
17. Meconopsis chankheliensis Grey-Wilson
18. Meconopsis compta Prain
19. Meconopsis concinna Prain
20. Meconopsis dhwojii G.Taylor ex Hay
21. Meconopsis discigera Prain
22. Meconopsis elongata Tosh.Yoshida, Yangzom & D.G.Long
23. Meconopsis exilis Tosh.Yoshida, H.Sun & Grey-Wilson
24. Meconopsis florindae F.K.Ward
25. Meconopsis forrestii Prain
26. Meconopsis gakyidiana Tosh.Yoshida, Yangzom & D.G.Long
27. Meconopsis ganeshensis Grey-Wilson
28. Meconopsis georgei G.Taylor
29. Meconopsis gracilipes G.Taylor
30. Meconopsis grandis Prain
31. Meconopsis henrici Bureau & Franch.
32. Meconopsis heterandra Tosh.Yoshida, H.Sun & Boufford
33. Meconopsis hispida Tosh.Yoshida & H.Sun
34. Meconopsis horridula Hook.f. & Thomson
35. Meconopsis huanglongensis Tosh.Yoshida & H.Sun
36. Meconopsis impedita Prain
37. Meconopsis inaperta Tosh.Yoshida & H.Sun
38. Meconopsis integrifolia (Maxim.) Franch.
39. Meconopsis lamjungensis Tosh.Yoshida, H.Sun & Grey-Wilson
40. Meconopsis lancifolia (Franch.) Franch. ex Prain
41. Meconopsis latifolia Prain
42. Meconopsis lhasaensis Grey-Wilson
43. Meconopsis lijiangensis (Grey-Wilson) Grey-Wilson
44. Meconopsis ludlowii Grey-Wilson
45. Meconopsis lyrata (Cummins & Prain) Fedde ex Prain
46. Meconopsis manasluensis P.A.Egan
47. Meconopsis merakensis Tosh.Yoshida, Yangzom & D.G.Long
48. Meconopsis muscicola Tosh.Yoshida, H.Sun & Boufford
49. Meconopsis napaulensis DC.
50. Meconopsis neglecta G.Taylor
51. Meconopsis nyingchiensis L.H.Zhou
52. Meconopsis paniculata (D.Don) Prain
53. Meconopsis pinnatifolia C.Y.Wu & H.Chuang
54. Meconopsis pleurogyna W.T.Wang
55. Meconopsis polygonoides (Prain) Prain
56. Meconopsis prainiana F.K.Ward
57. Meconopsis prattii (Prain) Prain
58. Meconopsis primulina Prain
59. Meconopsis pseudointegrifolia Prain
60. Meconopsis pseudovenusta G.Taylor
61. Meconopsis psilonomma Farrer
62. Meconopsis pulchella Tosh.Yoshida, H.Sun & Boufford
63. Meconopsis punicea Maxim.
64. Meconopsis purpurea Tosh.Yoshida & H.Sun
65. Meconopsis quintuplinervia Regel
66. Meconopsis racemosa Maxim.
67. Meconopsis regia G.Taylor
68. Meconopsis robusta Hook.f. & Thomson
69. Meconopsis rudis (Prain) Prain
70. Meconopsis sherriffii G.Taylor
71. Meconopsis simikotensis Grey-Wilson
72. Meconopsis simplicifolia (D.Don) Walp.
73. Meconopsis sinomaculata Grey-Wilson
74. Meconopsis sinuata Prain
75. Meconopsis speciosa Prain
76. Meconopsis staintonii Grey-Wilson
77. Meconopsis sulphurea Grey-Wilson
78. Meconopsis superba King ex Prain
79. Meconopsis taylorii L.H.J.Williams
80. Meconopsis tibetica Grey-Wilson
81. Meconopsis torquata Prain
82. Meconopsis trichogyna Tosh.Yoshida & H.Sun
83. Meconopsis uniflora (C.Y.Wu & H.Chuang) T.Yoshida, B.Xu & Boufford
84. Meconopsis venusta Prain
85. Meconopsis violacea F.K.Ward
86. Meconopsis wallichii Hook.
87. Meconopsis wanbaensis Tosh.Yoshida
88. Meconopsis wengdaensis Tosh.Yoshida & H.Sun
89. Meconopsis wilsonii Grey-Wilson
90. Meconopsis wumungensis K.M.Feng
91. Meconopsis xiangchengensis R.Li & Z.L.Dao
92. Meconopsis yaoshanensis Tosh.Yoshida, H.Sun & Boufford
93. Meconopsis zangnanensis L.H.Zhou
94. Meconopsis zhongdianensis Grey-Wilson
95. Meconopsis ×cookei G.Taylor
96. Meconopsis ×harleyana G.Taylor
97. Meconopsis ×kongboensis Grey-Wilson